# Vallo di Nera
Vallo di Nera ist eine italienische Gemeinde mit 327 Einwohnern (Stand 31. Dezember 2023) in der Provinz Perugia in der Region Umbrien und ist Mitglied der Vereinigung I borghi più belli d’Italia (Die schönsten Orte Italiens).

## Geografie

Die Lage von Vallo di Nera in der Provinz Perugia

Die Gemeinde erstreckt sich über rund 36 km². Sie liegt etwa 200 km südöstlich von Florenz und rund 60 km südöstlich von Perugia. Der Ort liegt im Valnerina-Tal und am Fluss Nera.
Zu den Ortsteilen zählen Geppa (559 m s.l.m.), Meggiano (769 m s.l.m.), Montefiorello (725 m s.l.m.), Paterno (605 m s.l.m.), Piedilacosta (872 m s.l.m.) und Piedipaterno (333 m s.l.m.).
Die Nachbargemeinden sind Campello sul Clitunno, Cerreto di Spoleto, Poggiodomo, Sant’Anatolia di Narco und Spoleto.

## Geschichte
Erste menschliche Ansiedlungen in dem Ort gehen auf das Jahr 800 v. Chr. zurück, als die Naharci kleine Siedlungen bewohnten. Aus dieser Zeit stammt auch die Bezeichnung Nahar, die dem heutigen Fluss Nera den Namen gab. Ab 200 v. Chr. dominierten die Römer das Gebiet. 1177 gelang der Ort unter die Feudalherrschaft des Grafen von Spoleto, Corrado di Hursligen. Spoleto erlaubte Vallo am 8. September 1217 den Bau einer Burg und bot Schutz an, forderte aber dafür Steuern. So geriet der Ort in den Einflussbereich von Spoleto. Die Burg wurde aber bereits im selben Jahrhundert vom Kirchenstaat eingenommen. Zwischen 1361 und 1490 war Vallo der bevölkerungsreichste Ort im Valnerina-Tal, aus dieser Zeit stammen die meisten der kirchlichen und zivilen Bauten und die ersten Stadtviertel außerhalb der Stadtmauern, wie das Borgo Santa Maria (14. Jahrhundert) oder später Borgo Casali (15. Jahrhundert). Um 1522–23 nahm Vallo mit weiteren Gemeinden des Valnerina-Tals an einem Aufstand gegen Spoleto teil, dieser wurde blutig niedergeschlagen. 1860 wurde der Ort mit dem Gemeindestatut ausgestattet und ins Königreich Italien integriert. 1880 wurden die bis dahin autonomen Gemeinden Meggiano und Piedipaterno zum Ort Piedipaterno sul Nera umbenannt und ein Jahr später dem Gebiet von Vallo zugesprochen. Der drei Kilometer von Vallo entfernte Ortsteil beheimatet heute die Gemeindeverwaltung.

## Sehenswürdigkeiten

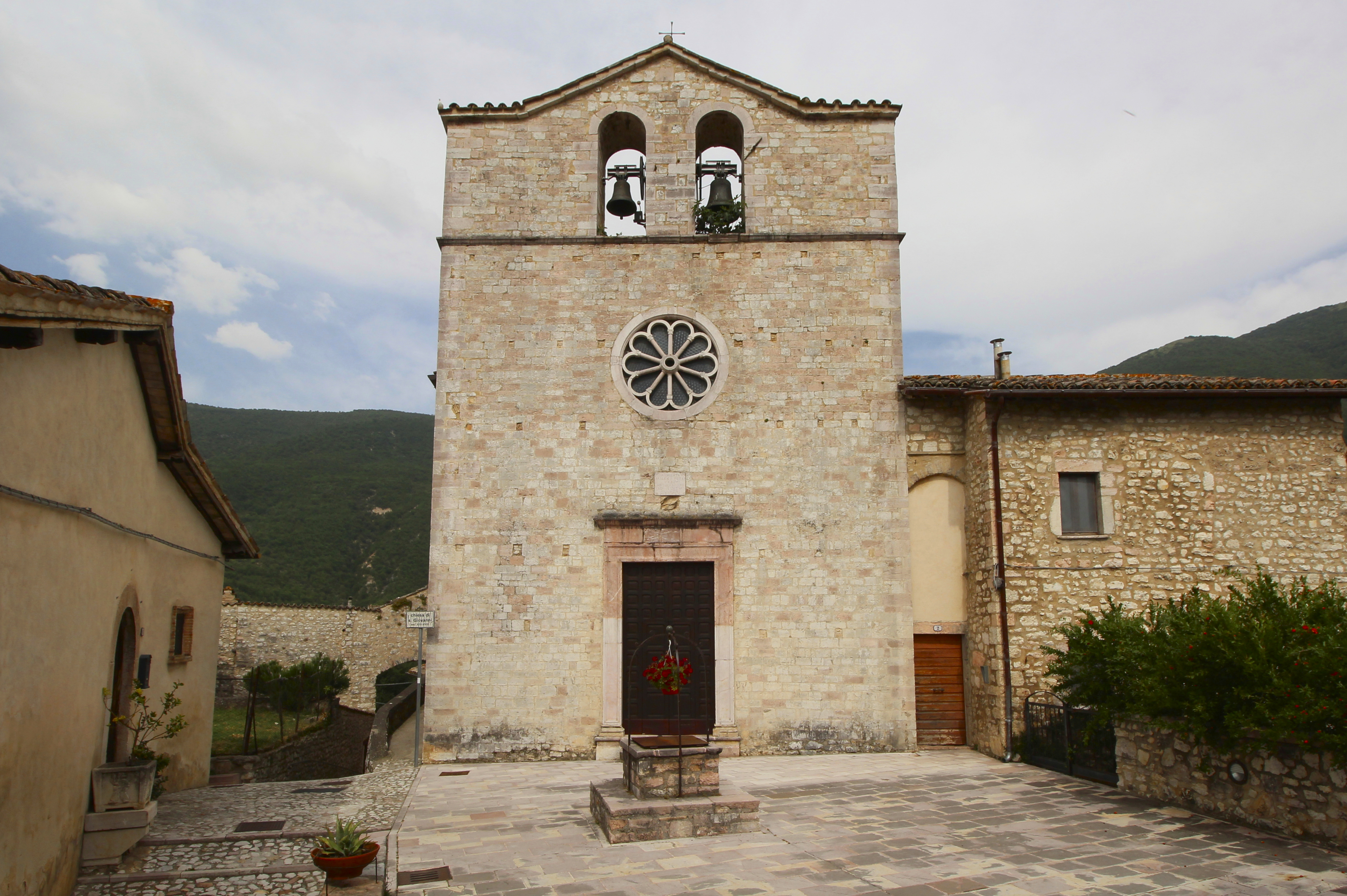
Die Kirche Chiesa di San Giovanni Battista im historischen Ortskern

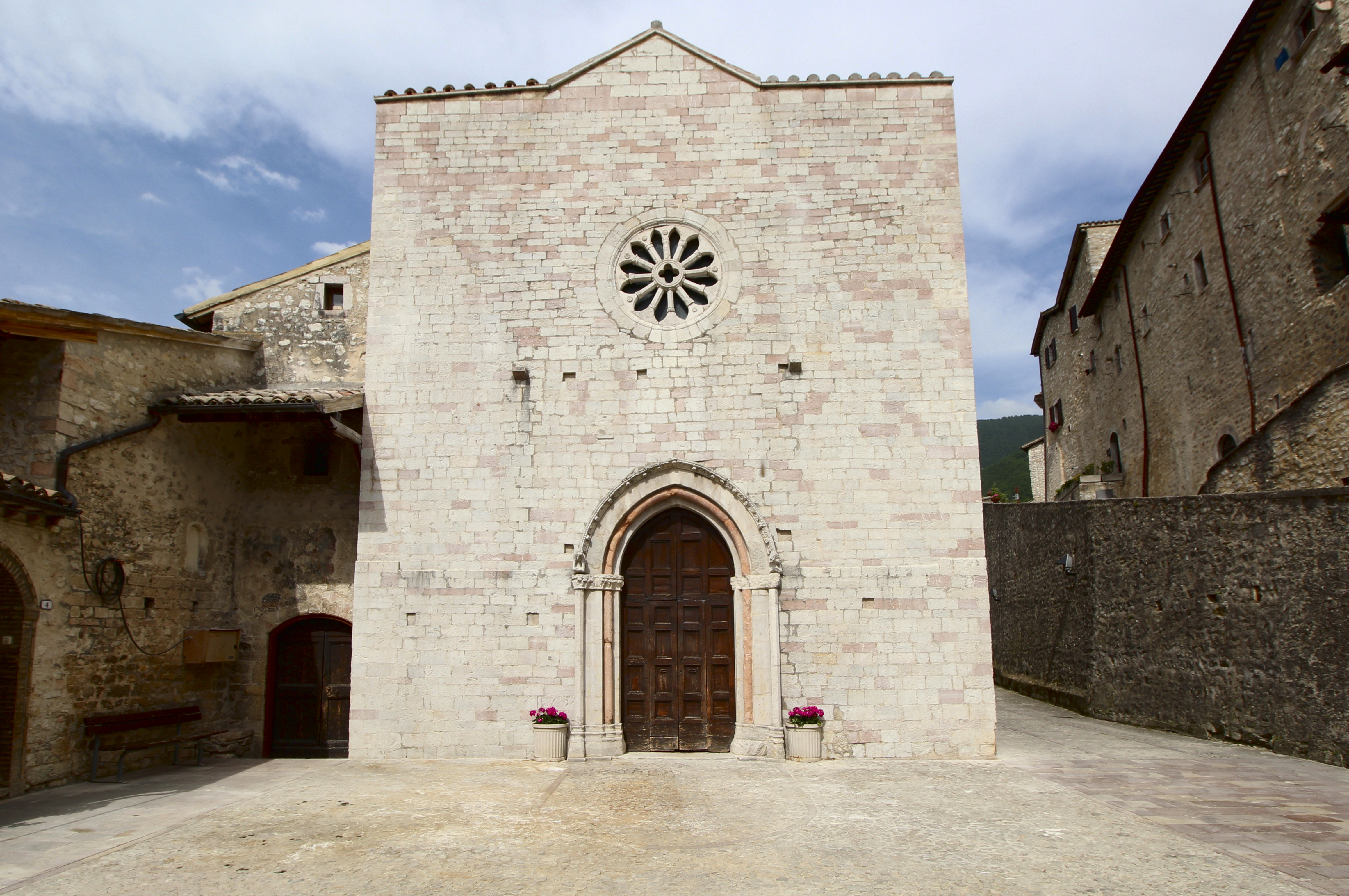
Die Kirche Chiesa di Santa Maria im historischen Ortskern

- Chiesa di San Giovanni Battista, Kirche Kirche im Ortskern aus dem 13. Jahrhundert, teilweise neugestaltet im 16. Jahrhundert. Enthält Fresken von Jacopo Siculo (u. a. Transito della Madonna, auch Dormitio Virginis genannt, 1536, sowie Incoronazione e Morte della Vergine, Apsis).[4]
- Chiesa di Santa Maria, im 13. Jahrhundert von den Franziskanern errichtete Kirche. Berühmt ist die Kirche hauptsächlich durch die hohe Anzahl der Fresken im Innenraum, darunter Werke des Cola di Pietro (Processione dei Bianchi, 1401 entstanden) und des Maestro di Eggi aus dem 14. und 15. Jahrhundert.[5]
- Chiesa di Santa Caterina, der hl. Katharina von Siena gewidmete Kirche aus dem 14. Jahrhundert. Enthält hinter dem Altar des Freskos Madonna con Bambino e Santa Caterina (15. Jahrhundert) und auf dem Altar das Leinwandgemälde Sposalizio mistico di Santa Caterina con i Santi Pietro, Paolo, Giovanni Battista e Nicola da Tolentino (17. Jahrhundert).[6]
- Chiesa di San Rocco (auch Immagine del Trivio genannt), Kirche aus dem 15. Jahrhundert, die sich im Borgo Casali knapp außerhalb der Stadtmauern befindet. Der Portikus entstand 1680, am Altar befinden sich Fresken, die dem Maestro di Eggi zugeschrieben werden.[7]
- Immagine delle Forche (auch Madonna della Neve), Kapelle aus dem 15. Jahrhundert außerhalb des Ortes auf dem Feldweg nach Castel San Felice. Enthält Fresken des Jacopo Zabolino aus dem Jahr 1494.[8]
- Chiesa di Santo Stefano, Kirche im Ortsteil Geppa. Enthält das Leinwandgemälde Madonna del Rosario aus dem 17. Jahrhundert.[9]
- Chiesa di San Michele Arcangelo, Kirche im Ortskern von Meggiano, 17. Jahrhundert.
- Chiesa di Santa Maria Pedemonte, Kirche am Friedhof von Meggiano, 13. Jahrhundert.
- Chiesa di San Giusto, Kirche außerhalb von Paterno, 13. Jahrhundert.
- Chiesa di San Sebastiano, Kirche in Piedipaterno, 13. Jahrhundert.

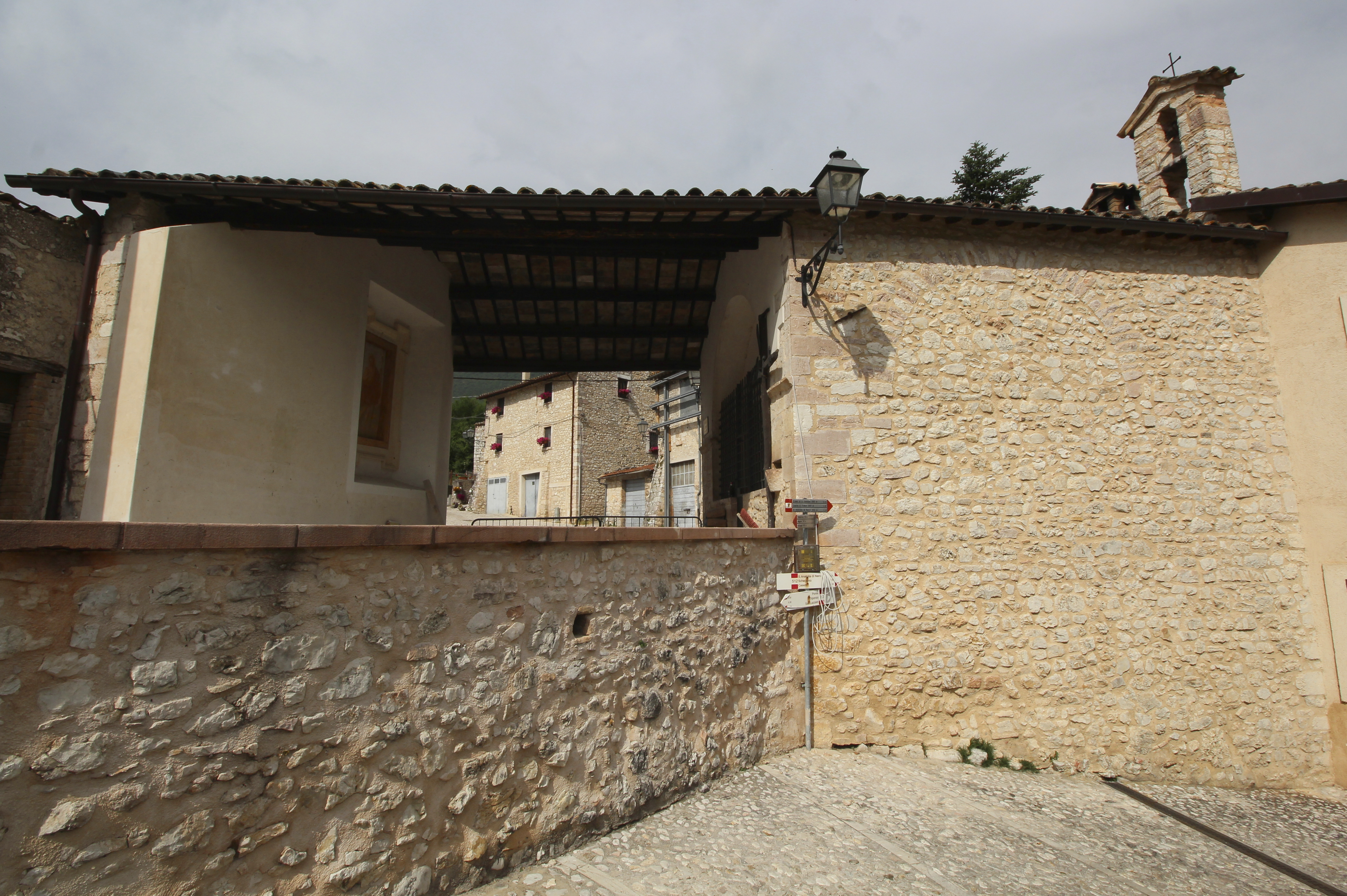
San Rocco
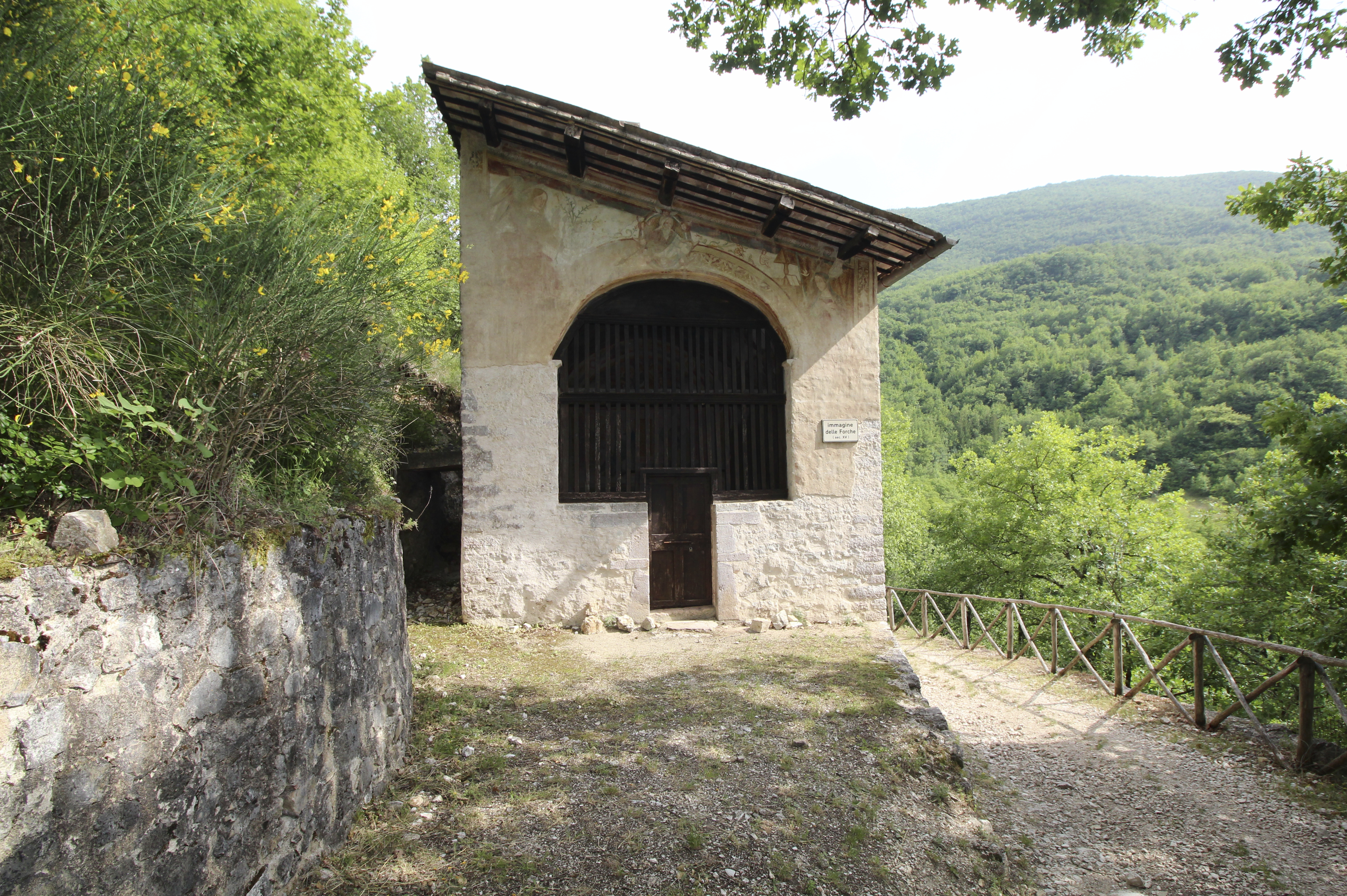
Immagine delle Forche
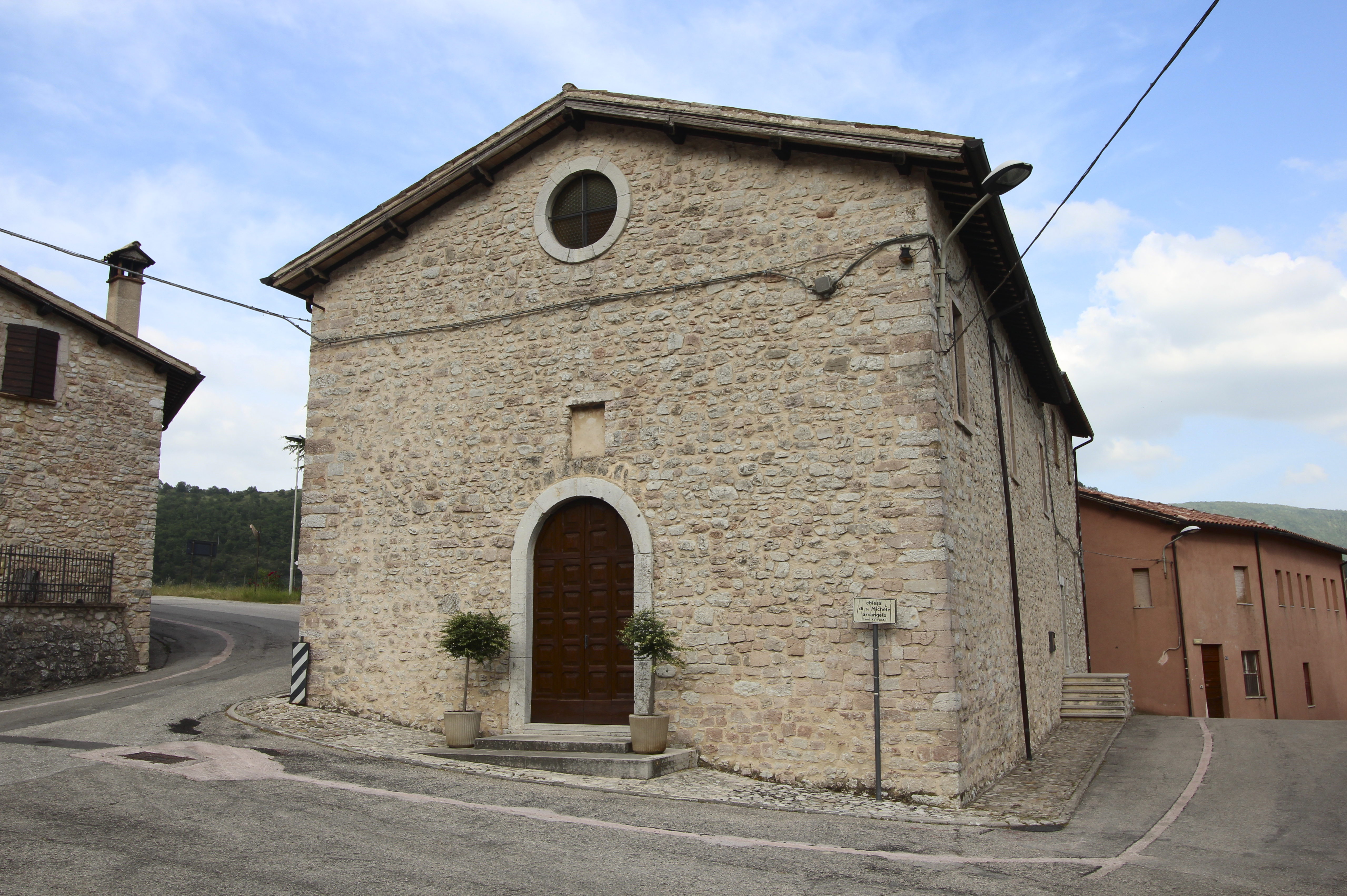
San Michele Arcangelo in Meggiano

## Fior di Cacio („Käsefest“)
An einem Wochenende im Juni stellen sich Bauernhöfe bei einem „Fest rund um Käse“ mit ihren hergestellten Produkten vor. Vorrangig dient die Veranstaltung Fior di Cacio dazu, Einwohnern und Touristen die Spezialitäten der Region Valnerina vorzustellen. Das jährlich stattfindende Fest wurde von der Bürgermeisterin Agnese Benedetti im Jahr 2002 ins Leben gerufen.
Typisch für diese Region ist Schafskäse in unterschiedlichen Varianten, frischer Ricotta aus Kuhmilch, milder Ricotta aus Ziegenmilch sowie Pecorino. Im Fokus des frühsommerlichen Festes steht auch das Leben der Schäfer, die in eigenen kleinen Betrieben Käse herstellen.